# Molophilus sinclairi
Molophilus sinclairi là một loài ruồi trong họ Limoniidae. Chúng phân bố ở miền Australasia.